# УР-100К
УР-100К (индекс ГРАУ — 15А20, код СНВ — РС-10, по классификации МО США и НАТО — SS-11 mod.2 Sego) — советская жидкостная двухступенчатая межконтинентальная баллистическая ракета шахтного базирования.
Головной разработчик — ОКБ-52. Принята на вооружение в 1971 году. Она превосходила своих предшественниц по точности стрельбы, надёжности и эксплуатационным характеристикам. Были доработаны двигательные установки обеих ступеней. Повышен ресурс работы ЖРД, а также их надёжность. Длина топливного отсека первой ступени увеличилась. Масса полезной нагрузки возросла на 60 %.
Система управления на этой ракете позволяла дистанционно выбрать с командного пункта полётное задание для стрельбы и ввести данные в бортовые устройства. За счёт применения режима форсированного разгона гироблоков удалось сократить время технической готовности ракеты к пуску.
Она могла нести «лёгкую» или «тяжёлую» моноблочную головную часть с термоядерным зарядом. Дальность полёта составила 12000 км (больше чем у «Минитмен-2»), а КВО — 1100 м. Высокая надёжность предопределила долгий срок эксплуатации этого БРК. Последние ракеты этого типа были сняты с боевого дежурства в конце 1994 года.
Ракета устанавливалась в шахтах от ракеты УР-100 (8К84) (Тейково, Пермь, Красноярск, Оловянная, Ледяная, Дровяная) и новых сверхзащищёных (аналогичных УР-100Н (15А30)) Первомайск, Хмельницкий.
Последний ракетный полк вооружённый МБР УР-100К (15А20) — 127-й ракетный полк 54-й ракетной дивизии (г. Тейково) был расформирован в октябре 1991 года.

## Модификации

### УР-100К УТТХ (15А20У)
МБР УР-100У доработанная МБР УР-100К с разделяющейся головной частью рассеивающего типа с тремя боевыми блоками мощностью по 350 кт. Работы по созданию РКСН с МБР УР-100У отмечены Ленинской и Государственной премиями СССР. Начало разработки — 1970 г. Лётные испытания — 1971—1973 гг. Принятие на вооружение — 1974 г.

## Основные характеристики
- Принятие на вооружение: 1972 год
- Масса: 50100 кг
- Диаметр: 2 м
- Длина: 19 м
- Забрасываемая масса: 1200 кг
- Тип ГЧ: 1 × 1 Мт
- Дальность стрельбы: 12000 км
- Точность (КВО): 1 км

## Сравнительная характеристика
| Общие сведения и основные тактико-технические характеристики советских баллистических ракет второго поколения                                                                                  | Общие сведения и основные тактико-технические характеристики советских баллистических ракет второго поколения | Общие сведения и основные тактико-технические характеристики советских баллистических ракет второго поколения | Общие сведения и основные тактико-технические характеристики советских баллистических ракет второго поколения | Общие сведения и основные тактико-технические характеристики советских баллистических ракет второго поколения | Общие сведения и основные тактико-технические характеристики советских баллистических ракет второго поколения | Общие сведения и основные тактико-технические характеристики советских баллистических ракет второго поколения |
| Наименование ракеты | Р-36 | Р-36орб | УР-100 | УР-100К | РТ-2 | «Темп-2С» |
| Конструкторское бюро | КБ «Южное» | КБ «Южное» | НПО «Машиностроения»                                                                                          | НПО «Машиностроения»                                                                                          | ОКБ-1 | МИТ |
| --- | --- | --- | --- | --- | --- | --- |
| Генеральный конструктор | М. К. Янгель                                                                                                  | М. К. Янгель                                                                                                  | В. Н. Челомей                                                                                                 | В. Н. Челомей                                                                                                 | С. П. Королёв, И. Н. Садовский                                                                                | А. Д. Надирадзе                                                                                               |
| Организация-разработчик ЯБП и главный конструктор | Всесоюзный научно-исследовательский институт экспериментальной физики, С. Г. Кочарянц                         | Всесоюзный научно-исследовательский институт экспериментальной физики, С. Г. Кочарянц                         | Всесоюзный научно-исследовательский институт экспериментальной физики, С. Г. Кочарянц                         | Всесоюзный научно-исследовательский институт экспериментальной физики, С. Г. Кочарянц                         | Всесоюзный научно-исследовательский институт экспериментальной физики, С. Г. Кочарянц                         | Всесоюзный научно-исследовательский институт экспериментальной физики, С. Г. Кочарянц                         |
| Организация-разработчик заряда и главный конструктор | Всесоюзный научно-исследовательский институт экспериментальной физики, Е. А. Негин                            | Всесоюзный научно-исследовательский институт экспериментальной физики, Е. А. Негин                            | Всесоюзный научно-исследовательский институт экспериментальной физики, Е. А. Негин                            | Всесоюзный научно-исследовательский институт экспериментальной физики, Е. А. Негин                            | Всесоюзный научно-исследовательский институт экспериментальной физики, Е. А. Негин                            | Всесоюзный научно-исследовательский институт экспериментальной физики, Е. А. Негин                            |
| Начало разработки | 16.04.1962 | 1963 | 30.03.1963 | 1965 | 04.04.1961 | 10.07.1969 |
| Начало испытаний | 28.09.1963 | 12.1965 | 19.04.1965 | 07.1969 | 02.1966 | 14.03.1972 |
| Дата принятия на вооружение | 21.07.1967 | 19.11.1968 | 21.07.1967 | 28.12.1972 | 18.12.1968 | |
| Год постановки на боевое дежурство первого комплекса | 05.11.1966 | 25.08.1969 | 24.11.1966 | 01.03.1970 | 08.12.1971 | 21.02.1976 |
| Максимальное количество ракет, стоявших на вооружении | 288 | 18 | 950 | 420 | 60 | 42 |
| Год снятия с боевого дежурства последнего комплекса | 1979 | 1983 | 1987 | 1984 | 1994 | 1981 |
| Максимальная дальность, км | 10 200 — тяжёлая ГЧ; 15 200 — лёгкая ГЧ                                                                       | неограниченная                                                                                                | 10600 | 10600—12000                                                                                                   | 9400 | 10500 |
| Стартовая масса, т | 183,9 | 180,0 | 42,3 | 50,1 | 51,0 | 37,0 |
| Масса полезной нагрузки, кг | 3950—5825 | 1700 | 760—1500 | 1200 | 600 | 940 |
| Весовая отдача, % | 2,15—3,17 | 0,94 | 1,8—3,55 | 2,4 | 1,18 | 2,54 |
| Материальная полезность, 10⁻⁴/т | 1,17—1,72 | 0,52 | 4,25—8,38 | 4,78 | 2,3 | 6,87 |
| Длина ракеты, м | 31,7 | 32,6 | 16,7 | 18,9 | 21,2 | 18,5 |
| Максимальный диаметр, м | 3,0 | 3,0 | 2,0 | 2,0 | 1,84 | 1,79 |
| Тип головной части | моноблочная или разделяющаяся                                                                                 | моноблочная                                                                                                   | моноблочная                                                                                                   | моноблочная или разделяющаяся                                                                                 | моноблочная                                                                                                   | моноблочная                                                                                                   |
| Количество и мощность боевых блоков, Мт | 1×10; 3×2+3                                                                                                   | 5 | 1×1,1 | 1×1,3; 3×0,35                                                                                                 | 1×0,75 | 1×0,65+1,5 |
| Стоимость серийного выстрела, тыс. руб. | 9570 | | 3000 | 2950 | | |
| Источник информации: Оружие ракетно-ядерного удара. / Под ред. Ю. А. Яшина. — М.: Издательство МГТУ им. Н. Э. Баумана, 2009. — С. 24–25 — 492 с. — Тираж 1 тыс. экз. — ISBN 978-5-7038-3250-9. | | | | | | |

## Развёртывание
Эти ракеты были размещены в Первомайской дивизии:
- 62-й ракетный полк (62 рп)
  - 1-й р-н, в/ч 89551, позывной — «Хребет»;
- 309-й ракетный полк (309 рп)
  - 2 р-н, в/ч 23466, позывной — «Таймень»,
  - 5 р-н, позывной — «Копилка»;
- 115-й ракетный полк (115 рп)
  - 6-й р-н, в/ч 18282, позывной — «Суховей»;
- 116-й ракетный полк (116 рп)
  - 8-й р-н, позывной — «Волынка»;
- 355-й ракетный полк (355 рп)
  - 9 р-н, в/ч 29502, позывной — «Дарбар»;
- 593-й ракетный полк (10-й рп), позывной — «Жаворонок»

Девять полков в Хмельницой дивизии.
Восемь полков в 52-й Тарнопольско-Берлинской дивизии:
1. 721-й ракетный полк (в/ч 44097), позывной «Верховой».
2. 730-й ракетный полк (в/ч 54300), позывной «Графолог».
3. 598-й ракетный полк (в/ч 52635), позывной «Журавель».
4. 608-й ракетный полк (в/ч 69777), позывной «Заплыв».
5. 263-й ракетный полк (в/ч 29440), позывной «Мебельщик».
6. 684-й ракетный полк (в/ч 57341), позывной «Деловой».
7. 176-й ракетный полк (в/ч 07392), позывной «Алхимик».
8. 723-й ракетный полк (в/ч 34131), позывной «Клепка».